# Aršak Petrosyan
Aršak Petrosyan (in armeno Արշակ Պետրոսյան?; Erevan, 16 dicembre 1953) è uno scacchista armeno, Grande maestro.
Ha vinto il Campionato armeno nel 1974 e 1976.
Ha partecipato con la nazionale armena alle olimpiadi di Manila 1992 (dove ha vinto la medaglia di bronzo di squadra) e di Erevan 1996. Nel 1999 ha vinto con la squadra armena il Campionato europeo a squadre di Batumi.
Alcuni risultati di torneo:
- 1980:  primo ad Albena, primo-terzo a Erevan con Oleg Romanišin e Vitalij Ceškovskij;
- 1981:  terzo a Leopoli, dietro a Romanišin e Michail Tal';
- 1984:  primo a Erevan, davanti a Nigel Short e Smbat Lpowtyan; primo-terzo a Novi Sad;
- 1995:  primo-terzo con Sergej Smagin e József Pintér nell'open di Dortmund.

È stato per molti anni allenatore della nazionale armena, ed anche di suo genero Péter Lékó.
Non è parente dell'ex campione del mondo Tigran Petrosjan.